# Budy (Staszów)
Pour les articles homonymes, voir Budy.
Budy est une localité polonaise de la gmina de Bogoria, située dans le powiat de Staszów en voïvodie de Sainte-Croix.